# Argapetes
Argapetes (em grego: Αργαπετες), referido em persa como (h)argbed ou (h)arkpat (persa médio: hlgwpt; parta: ʾrkpty/hrkpty) e em árabe como asgabed, foi um alto ofício no Império Parta e Império Sassânida.

## História
A etimologia da palavra é incerta. Dependendo da etimologia preferida, argapetes foi variadamente descrito como "comandante da fortaleza" e, mais recentemente, "coletor de impostos" e "chefe das finanças". Uma das menções mais precoces do título ocorre num pergaminho grego de Dura Europo que pode ser datado de ca. 121, onde cita-se o arcapates eunuco Fraates, um membro do secto dum governador parta chamado Manesos. Em Pérsis próximo ao fim do século II, o eunuco Tiri foi o argapetes da fortaleza de Darabeguerde sob a autoridade do rei de Estacar. Seu sucessor foi Artaxer I (r. 224–242), filho de Pabeco, o futuro fundador da dinastia sassânida. Além deles, no Talmude babilônico menciona-se um alto oficial da corte parta portando o mesmo título sob as formas alqafṭā, arqafṭā, arqabṭā.
Nos anos 264-267 um alto oficial palmireno, Sétimo Vorodes, foi titular do posto de argapetes. Na inscrição bilíngue de Paiculi de 293 do xá sassânida Narses I (r. 293–302), cita-se um argapetes chamado Sapor que pertencia a alta hierarquia do Estado; ele aparece numa lista de dignitários imperiais logo abaixo do nome dos membros da realeza e antes dos ofícios de vitaxa (que antes aparecia primeiro) e azarapates. Menandro Protetor nomeia um dos dignitários que receberam os enviados romanos na corte de Narses em 297 ou 298 como o ascapetes Barsaborsos. Os representantes do xá no concílio de Selêucia-Ctesifonte em 410 foram o grão-framadar Cosroes-Isdigerdes e Mir-Sapor da família do argapetes. Segundo o estudioso árabe Tabari, o ofício de argapetes foi mais importante que o de adrastadarã salanes (comandante-em-chefe do exército).